# الرابطة الوطنية لمرشدات غينيا
الرابطة الوطنية لمرشدات غينيا هي المنظمة الإرشادية الوطنية في غينيا وأصبحت عضوا في الرابطة العالمية للمرشدات وفتيات الكشافة في عام 2014. الرابطة موجهه للفتيات فقط وتضم 640 عضوة (اعتبارا من 2003).